# Réserve de faune de la Nana-Barya
Réserve de faune de la Nana-Barya är ett viltreservat i Centralafrikanska republiken. Det ligger i prefekturen Ouham, i den västra delen av landet, 400 km norr om huvudstaden Bangui. Arean är 230 000 hektar. Reservatet upprättades 1953.